# Papamosques cuabrú
El papamosques cuabrú (Cyornis ruficauda) és una espècie d'ocell de la família dels muscicàpids (Muscicapidae). És endèmic de les Filipines. Habita els boscos tropicals i subtropicals de frondoses humits. El seu estat de conservació és de risc mínim.

## Taxonomia
El 2021 el Congrés Ornitològic Internacional va decidir segmentar els tres grups de subespècies originals del Papamosques cuabrú (Cyornis ruficauda) en espècies diferents:
- Cyornis ruficauda (stricto sensu) - Filipines.
- Cyornis ocularis - Arxipèlag de Sulu.
- Cyornis ruficrissa - Nord de Borneo.

Val a dir que en la literatura anglòfona el tàxon original Cyornis ruficauda era anomenat «Rufous-tailed jungle flycatcher» i a partir de 2021 passà a anomenar-se «Philippine jungle flycatcher».
Tanmateix, altres obres taxonòmiques, com el Handook of the Birds of the World i la quarta versió de la BirdLife International Checklist of the birds of the world (Desembre 2019), encara no han adoptat aquesta segmentació.